# Муртазаев, Акрам Каюмович
Акрам Каюмович Муртазаев (род. 11 августа 1951, Фергана, Узбекская ССР, СССР) — советский, узбекский и российский журналист, автор статей и афоризмов (т. н. «акм-ок»).

## Биография
Окончил Бухарский педагогический институт, затем в 1973 приехал в Москву, где поступил в Высшую комсомольскую школу при ЦК ВЛКСМ, на отделение журналистики (окончил в 1975). Одним из его учителей был Валерий Аграновский.
С 1975 по 1987 работал стажёром, корреспондентом, заведующим отделом газеты «Комсомольская правда» (сначала работал в отделе науки, а после армии — в военном отделе, который возглавил в 1981).
В 1987—1990 был специальным корреспондентом газеты «Правда».
С 1990 по 1992 год вновь работал в «Комсомольской правде», в отделе информации. Ушёл оттуда из-за того, что газета, по его собственным словам, «взяла курс на так называемый „просвещенный национализм“».
После ухода оттуда стал одним из создателей «Новой газеты», в которой работал исполнительным редактором.
Позднее работал шеф-редактором газеты «Новые известия», а осенью 2008 года недолгое время был главным редактором газеты «Московский корреспондент» (до её окончательного закрытия).
Автор многочисленных статей в различных изданиях.

## Известные люди про Акрама Муртазаева
«Что делать: мой друг и коллега (он же Муртазаев А. К.) — гениальный изобретатель нового жанра. Это не афоризмы, не каламбуры, не замечательные фенечки Фоменко. Как он сам однажды заметил по другому, впрочем, поводу: „У меня те же буквы, но другие слова“.» (Дмитрий Муратов)

## Награды
2001 — Лауреат премии «Золотое перо» Союза журналистов России «за создание нового жанра» — заголовков-афоризмов.

## Интересные факты
Автор фраз:
- «Электорат — одноразовый народ»,
- «Истинную свободу слова имеют попугаи и психи»,
- «Чем выше пост, тем лучше видны успехи страны»,
- «Власти безразлично, о чём кричит народ, но всё, о чём он шепчется — интересно»,